# Stanisław Jasiukiewicz

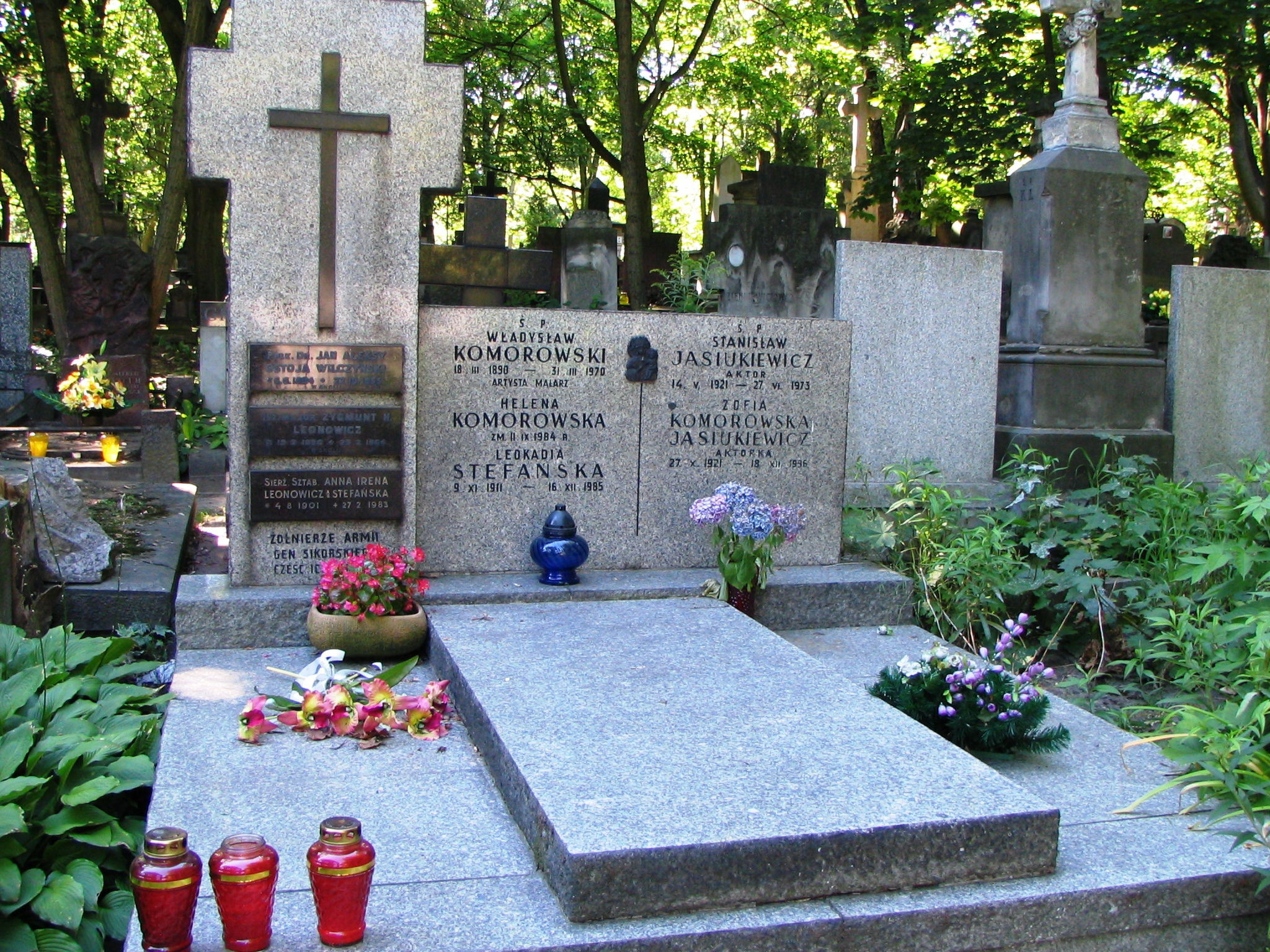
Grób Stanisława Jasiukiewicza na cmentarzu Powązkowskim w Warszawie

Stanisław Jasiukiewicz (ur. 14 maja 1921 w Postawach, zm. 27 czerwca 1973 w Warszawie) – polski aktor teatralny, filmowy i telewizyjny.

## Życiorys
Urodził się w rodzinie Jana i Michaliny z Sienkiewiczów. W latach 1928–1939 uczęszczał do szkoły w Postawach.
Jako osiemnastolatek brał udział w kampanii wrześniowej. Po powrocie do domu wstąpił do dziewiątej klasy rosyjskiej szkoły średniej, którą ukończył w 1941. Podczas okupacji pracował kolejno jako malarz szyldów, robotnik, urzędnik w magistracie. Działał również w konspiracji, od stycznia 1944 walczył w IV Brygadzie Partyzanckiej AK. Po wkroczeniu Armii Czerwonej został zmobilizowany i wcielony do zapasowego pułku piechoty na terenie ZSRR (Kaługa).
W styczniu 1946 powrócił do kraju. W przyspieszonym tempie zdał maturę i podjął studia na Wydziale Sztuk Pięknych Uniwersytetu Mikołaja Kopernika w Toruniu. Równocześnie przez jeden sezon występował w Teatrze Domu Żołnierza, gdzie 5 października 1946 debiutował rolą Jana w Ślubach panieńskich. Studia aktorskie ukończył w 1949 na Wydziale Aktorskim PWST w Warszawie (z siedzibą w Łodzi). Był aktorem Teatrów Dramatycznych we Wrocławiu (1949–1955), a następnie występował w Teatrze Polskim w Warszawie (od 1955 aż do śmierci). W 1959 wystąpił jako Zenon Ziembiewicz w adaptacji Granicy Zofii Nałkowskiej (Teatr Polskiego Radia, reż. Wojciech Maciejewski).
Od 1951 był mężem aktorki Zofii z Komorowskich (1921–1996), z którą miał córkę Ewę.
Przyczyną śmierci był rak trzustki. Został pochowany na cmentarzu Powązkowskim w Warszawie (kwatera J-1-26,27).

## Filmografia (wybór)
- Miasto nieujarzmione (1950) – żołnierz radziecki
- Celuloza (1953) – Gąbiński
- Żołnierz zwycięstwa (1953) – żołnierz radziecki
- Pod gwiazdą frygijską (1954) – Gąbiński
- Podhale w ogniu (1955) – hajduk Jordana
- Cień (1956)
- Skarb kapitana Martensa (1957) – Gac
- Ostatni strzał (1958) – Stefan Ziarno
- Wolne miasto (1958) – Konrad Guderski
- Lunatycy (1959) – Piotr Nowak
- Krzyżacy (1960) – Ulrich von Jungingen, wielki mistrz krzyżacki
- Matka Joanna od Aniołów (1960) – Chrząszczewski
- Czterej pancerni i pies (1966–1970) – odcinki: 7. Rozstajne drogi, 8. Brzeg morza, 9. Zamiana, 21. Dom – Stanisław Kos ps. „West”, ojciec Janka
- Hrabina Cosel (1968) – Rajmund Zaklika
- Hrabina Cosel (serial telewizyjny) (1968) – Rajmund Zaklika
- Stawka większa niż życie w odc. 16. Akcja „Liść dębu” (1968) – generał Pfister
- Dzień oczyszczenia (1969) – major Dziadek
- Epilog norymberski (1970) – gen. Rudenko, oskarżyciel radziecki
- Różaniec z granatów (1970) – porucznik leżący w szpitalu z Józefem
- Jak daleko stąd, jak blisko (1971) – kapitan MO
- Wiktoryna czyli czy pan pochodzi z Beauvais? (1971) – Fryderyk Taillefer, ojciec Wiktoryny
- W pustyni i w puszczy (1973) – Władysław, ojciec Stasia
- Potop (1974) – o. Augustyn Kordecki

## Ordery i odznaczenia
- Krzyż Kawalerski Orderu Odrodzenia Polski (1959)
- Medal 10-lecia Polski Ludowej (23 maja 1955)[8]
- Odznaka 1000-lecia Państwa Polskiego (1967)[9]
- Odznaka „Zasłużony Działacz Kultury” (1968)

## Nagrody i wyróżnienia
- Nagroda Państwowa (zespołowa) za kreacje aktorskie w sztuce Domek z kart (1953)[2]
- Wyróżnienie Podkomitetu Literatury i Sztuki Nagrody Państwowej za rolę Juliusza Fuczika w sztuce Bragina i Towstonogowa Gdy zakwitną kasztany, wystawionej w teatrze we Wrocławiu (1955)[10]
- Nagroda Miasta Stołecznego Warszawy (1970)